# 甲斐市長
甲斐市長（かいしちょう）は、山梨県甲斐市の首長である。現職は保坂武。

## 概要
甲斐市は2004年（平成16年）9月1日に中巨摩郡竜王町、同郡敷島町、北巨摩郡双葉町の3町が合併して発足した市である。
合併に伴う甲斐市長選挙は行われず、無投票で旧竜王町長の藤巻義麿が当選した。2008年の甲斐市長選挙では、藤巻義麿は出馬せず、無投票で保坂武が就任した。立候補者がいなかったため、2012年、2016年と連続して市長選は行われなかった。2020年に甲斐市として初めての市長選挙が行われ、現職の保坂武が新人の横山洋介を破って当選した。
| 代   | 氏名     | 就任年月日    | 退任年月日    | 備考                            |
| ---- | -------- | ------------- | ------------- | ------------------------------- |
| 初代 | 藤巻義麿 | 2004年10月3日 | 2008年10月2日 | 無投票。旧竜王町長（通算4期目） |
| 2代  | 保坂武   | 2008年10月3日 | 2012年10月2日 | 無投票                          |
| 3代  | 保坂武   | 2012年10月3日 | 2016年10月2日 | 無投票。2期目                   |
| 4代  | 保坂武   | 2016年10月3日 | 2020年10月2日 | 無投票。3期目                   |
| 5代  | 保坂武   | 2020年10月3日 | 2024年10月2日 | 4期目                           |
| 6代  | 保坂武   | 2024年10月3日 | 現職          | 5期目                           |

## 市長選挙結果

### 2024年
- 2024年9月15日実施[6]。

※当日有権者数：62187人 最終投票率：45.01%（前回比：-1.50pts）
| 候補者名 | 年齢 | 所属党派 | 新旧別 | 得票数   | 得票率 | 推薦・支持 |
| -------- | ---- | -------- | ------ | -------- | ------ | ---------- |
| 保坂武   | 79   | 無所属   | 現     | 16,031票 | %      |            |
| 長谷部集 | 52   | 無所属   | 新     | 12,057票 | %      |            |

### 2020年
- 2020年9月20日実施[7]。

※当日有権者数：人 最終投票率：47.01%（前回比：pts）
| 候補者名 | 年齢 | 所属党派 | 新旧別 | 得票数   | 得票率 | 推薦・支持 |
| -------- | ---- | -------- | ------ | -------- | ------ | ---------- |
| 保坂武   | 75   | 無所属   | 現     | 17,587票 | 61.57% |            |
| 横山洋介 | 42   | 無所属   | 新     | 11,065票 | 38.61% |            |

### 2016年
- 2016年10月18日実施[8]。無投票。保坂武が再選。

### 2012年
- 2012年9月23日実施[9]。無投票。保坂武が再選。

### 2008年
- 2008年9月28日実施[10]。無投票。保坂武が当選。

### 2004年
無投票。藤巻義麿が当選。